# Passengers (Mostly Autumn)
Passengers è il quinto album della band progressive rock Mostly Autumn. Fu pubblicato nel 2003.

## Tracce
1. Something in Between (3:52) (Josh)
2. Pure White Light (4:33) (Josh)
3. Another Life (4:37) (Jennings/Findlay)
4. Bitterness Burnt (4:57) (Findlay)
5. Caught in a Fold (3:52) (Findlay)
6. The Simple Ways (6:14) (Josh)
7. First Thought (4:47) (Josh)
8. Passengers (6:06) (Josh)
9. Distant Train (4:50) (Jennings)
10. Answer the Question (5:02) (Jennings/Josh)
11. Pass the Clock - Part 1 (2:41) (Josh)
12. Pass the Clock - Part 2 (5:50) (Josh)
13. Pass the Clock - Part 3 (3:39) (Josh)

## Formazione
- Bryan Josh - voce, chitarra, chitarra acustica 6/12 corde
- Heather Findlay - voce, tamburello, bodhran
- Iain Jennings - pianoforte, organo Hammond, sintetizzatori, seconda voce
- Angela Goldthorpe - flauto, flauto dolce, seconda voce
- Liam Davison - chitarra acustica, chitarra elettrica,
- Andy Smith - basso
- Jonathan Blackmore - batteria

### Ospiti
- Troy Donockley - feadòg, cornamusa irlandese (traccia 9, 11, 12), bouzouki (traccia 4)
- Chris Leslie - violino (tracce 3, 4, 12)
- Marissa Claughan - violoncello (tracce 3, 9, 11)